# Jörg Schwarz

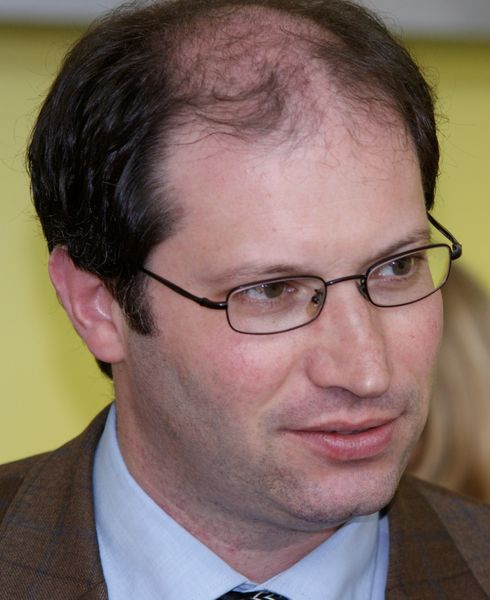
Jörg Schwarz, aufgenommen 2011 von Werner Maleczek

Jörg Schwarz (* 1968 in Biedenkopf) ist ein deutscher Historiker. Seit März 2020 lehrt er als Professor für mittelalterliche Geschichte an der Universität Innsbruck.

## Leben und Wirken
Schwarz studierte Mittlere und Neuere Geschichte, Alte Geschichte und Anglistik-Literaturwissenschaft an der Universität Marburg. Nach der Promotion 1999 in Marburg mit der von Jürgen Petersohn betreuten Arbeit Herrscher- und Reichstitel bei Kaisertum und Papsttum im 12. und 13. Jahrhundert war er von 1999 bis 2001 Projektbearbeiter beim Konstanzer Arbeitskreis für mittelalterliche Geschichte, dabei vor allem zuständig für die Bearbeitung der Publikation zum 50-jährigen Jubiläum des Arbeitskreises Der Konstanzer Arbeitskreis für mittelalterliche Geschichte e. V. 1951–2001. Die Mitglieder und ihr Werk. Von 2001 bis 2007 war er wissenschaftlicher Assistent (C 1) am Seminar für Mittelalterliche Geschichte der Universität Mannheim; von 2001 bis 2005 bei Karl-Friedrich Krieger, von 2005 bis 2007 bei Annette Kehnel. Nach der Habilitation 2007 in Mannheim („venia“ für Mittelalterliche Geschichte) war er von 2007 bis 2010 Akademischer Rat (auf Zeit) mit dem Schwerpunkt Mittelalter am Historischen Seminar der Universität Freiburg. 2010 wurde er Akademischer Rat am Historischen Seminar der Universität München. 2013 erfolgte die Beförderung zum Akademischen Oberrat. Im Wintersemester 2012/2013 vertrat er den Lehrstuhl an der TU Chemnitz (Professur für Europäische Geschichte des Mittelalters und der Frühen Neuzeit). Von 2012 bis 2016 war er Vertrauensdozent der Studienstiftung des deutschen Volkes. Er wurde 2017 außerplanmäßiger Professor an der Universität München. Seit März 2020 hat er eine Professur für mittelalterliche Geschichte an der Universität Innsbruck.
Seine Forschungsschwerpunkte sind die Geschichte des Hoch- und Spätmittelalters, insbesondere die Geschichte des römisch-deutschen Reiches, die Geschichte Englands, mittelalterliche Stadtgeschichte, Geschichte des Frühhumanismus und Geschichte der Geschichtsschreibung. In seiner Dissertation legte er eine Untersuchung des Reichstitels zwischen dem 11. und 13. Jahrhundert vor.
Ihm wurde 2004 der Landeslehrpreis Baden-Württemberg für die Universität Mannheim verliehen. Er erhielt 2013 vom bayerischen Wissenschaftsminister Wolfgang Heubisch den Preis für gute studentische Lehre.

## Schriften (Auswahl)
- Herrscher- und Reichstitel bei Kaisertum und Papsttum im 12. und 13. Jahrhundert (= Forschungen zur Kaiser- und Papstgeschichte des Mittelalters. Bd. 22). Böhlau, Köln u. a. 2003, ISBN 978-3-412-05903-3.
- Das europäische Mittelalter I. Grundstrukturen – Völkerwanderung – Frankenreich. Kohlhammer, Stuttgart 2006, ISBN 978-3-17-018972-0.
- Das europäische Mittelalter II. Herrschaftsbildungen und Reiche 900–1500. Kohlhammer, Stuttgart 2006, ISBN 978-3-17-019719-0.
- Stadtluft macht frei. Leben in der mittelalterlichen Stadt (= Geschichte erzählt. Bd. 15). Primus-Verlag, Darmstadt 2008, ISBN 978-3-89678-364-6.
- mit Jan Keupp: Konstanz 1414–1418. Eine Stadt und ihr Konzil. 3., überarbeitete Auflage. Theiss, Darmstadt 2017, ISBN 978-3-8062-3547-0.